# Bifrenaria stefanae
Bifrenaria stefanae är en orkidéart som beskrevs av Vitorino Paiva Castro. Bifrenaria stefanae ingår i släktet Bifrenaria och familjen orkidéer. Inga underarter finns listade i Catalogue of Life.

## Bildgalleri

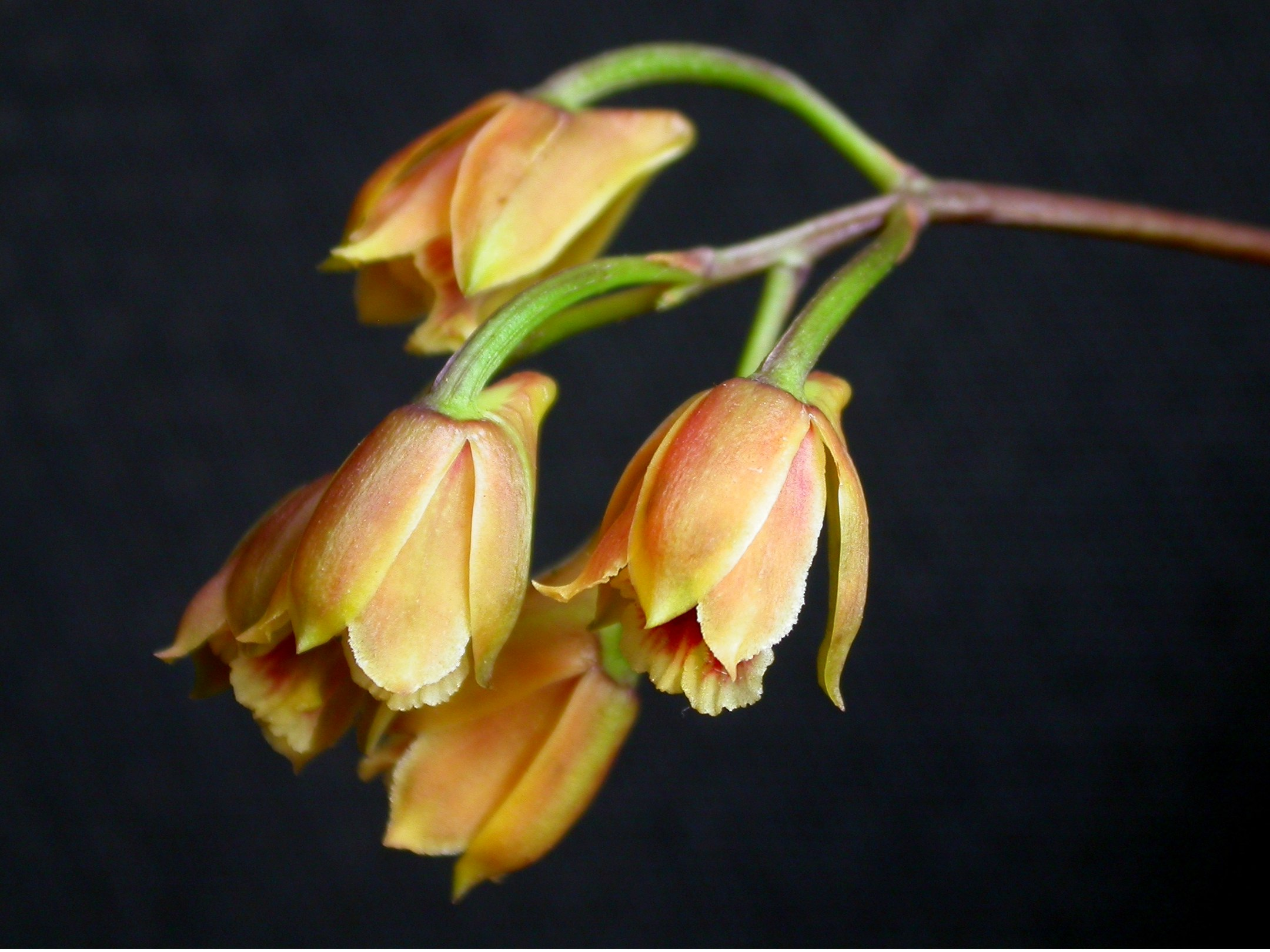
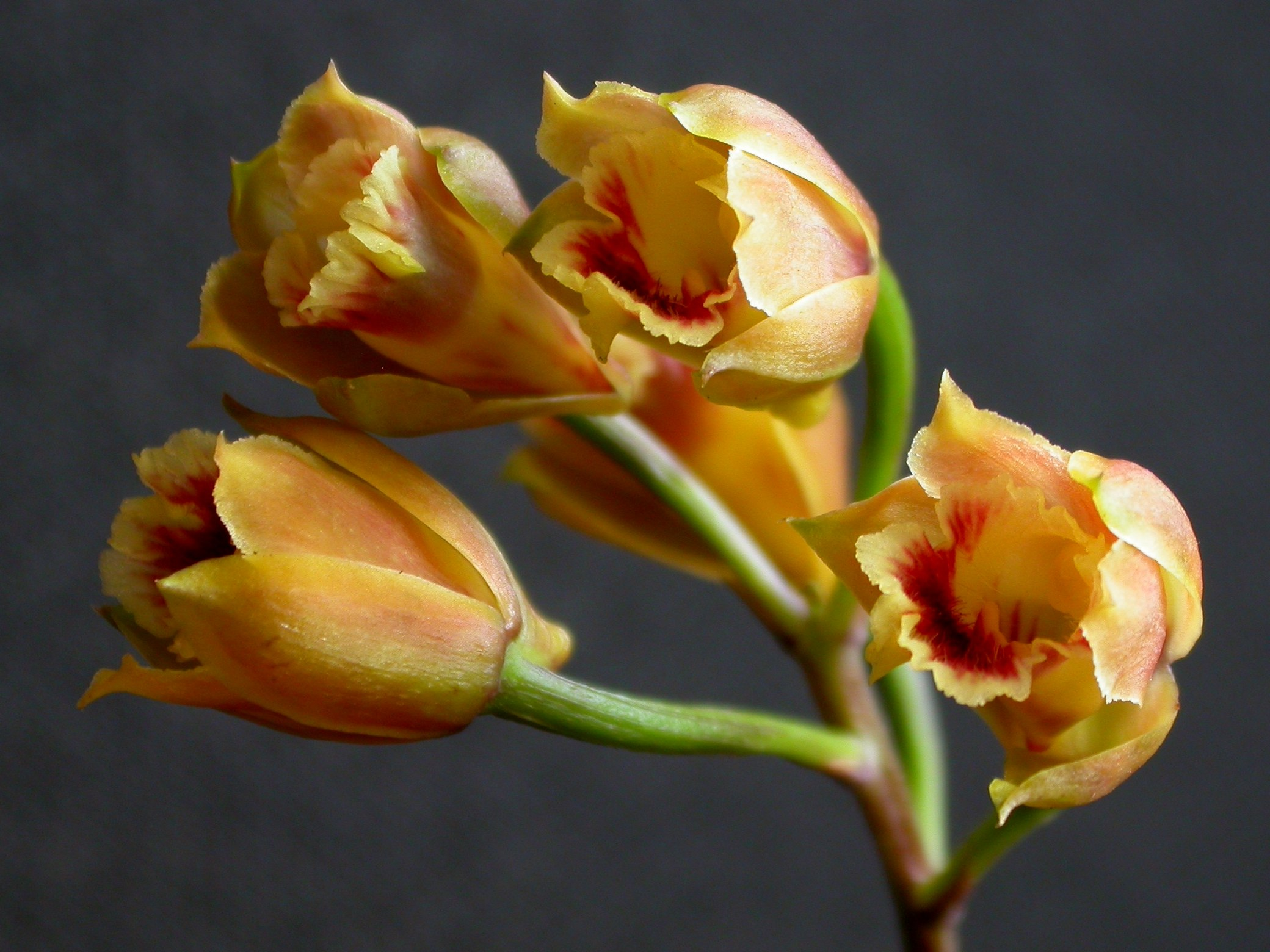